# QF 6-pounder Nordenfelt

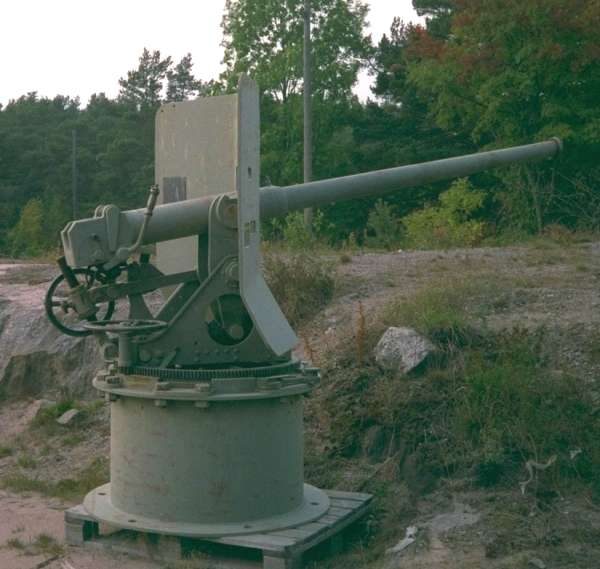
Versão de 48 calibres em Gyltö, no arquipélago ocidental da Finlândia, 1999

O canhão naval QF 6-pounder Nordenfelt era um canhão leve de 57 mm usado por muitos países no final do século XIX para defesa naval e costeira, fabricado pela empresa inglesa Maxim Nordenfelt Guns and Ammunition Company. Este canhão não deve ser confundido com o canhão de fortificação de 57 mm Cockerill-Nordenfelt Canon de caponnière, de cano curto, que foi usado para armar o tanque alemão A7V na Primeira Guerra Mundial. Os canhões Nordenfelt podem ser distinguidos visualmente dos equivalentes e semelhantes canhões Hotchkiss por terem canos mais finos, o que tornava o Nordenfelt consideravelmente mais leve.

## Reino Unido
O Reino Unido adotou uma versão de calibre 42 como Ordnance QF 6-pounder Nordenfelt Mk I, Mk II e Mk III.

### Uso naval
Eles foram originalmente montados a partir de 1885 para serem usados contra os novos barcos-torpedos (movidos a vapor) que começaram a entrar em serviço no final dos anos 1870. O canhão Nordenfelt foi adotado ao mesmo tempo que a QF 6-pounder Hotchkiss, que era muito semelhante, mas a marinha não estava satisfeita com a munição e os espoletas especiais do Nordenfelt. Após a explosão em 1900 de um navio de munições devido a espoletas defeituosas, o Reino Unido substituiu as espoletas Nordenfelt pelo design Hotchkiss. O canhões Nordenfelt foram gradualmente retirados em favor das Hotchkiss e declarados obsoletos até 1919.

## Finlândia
Quando a Finlândia conquistou sua independência da Rússia em 1917, dezenas de canhões Nordenfelt QF 6-pounder ficaram estacionados na Finlândia. Após a Guerra Civil Finlandesa em 1918, cerca de 35 a 40 canhões Nordenfelt ficaram disponíveis para o exército finlandês. Essas armas foram posteriormente usadas como canhões costeiros leves padrão da artilharia costeira finlandesa e permaneceram em serviço até a década de 1950. Durante a Segunda Guerra Mundial, alguns desses canhões também foram utilizados como artilharia de fortificação e armas de bunker na Linha Mannerheim.

## Brasil
Diversos navios da Marinha do Brasil foram equipados com o modelo chamado pela armada de Maxim-Nordenfelt de 57mm: os cruzadores torpedeiros da classe Tupi, Tamoio, Timbira e Tupi; os couraçados da classe Deodoro, Deodoro e Floriano e o cruzador Barroso, além de diversos outros.

## Munição
Diagramas mostrando os designs de munição proprietária Nordenfelt de 1 polegada (canto superior esquerdo) e de 6 libras (todos os outros, rotulados como "2,2 polegadas"):

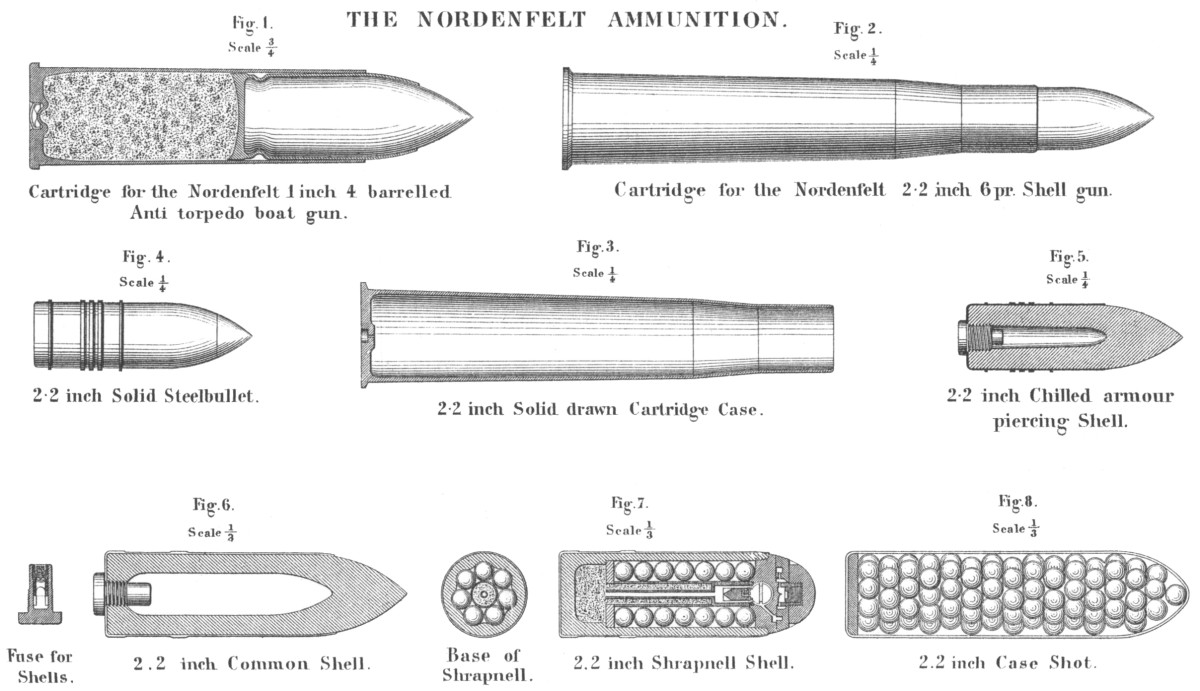